# Lijst van gemeenten in Nevşehir
Onderstaande lijst bevat alle gemeenten (2000) in de Turkse provincie Nevşehir.
| District   | Gemeente    |
| ---------- | ----------- |
| Acıgöl     | Acıgöl      |
| Acıgöl     | İnallı      |
| Acıgöl     | Karapınar   |
| Acıgöl     | Kurugöl     |
| Acıgöl     | Tatların    |
| Avanos     | Akarca      |
| Avanos     | Avanos      |
| Avanos     | Çalış       |
| Avanos     | Göynük      |
| Avanos     | Kalaba      |
| Avanos     | Mahmat      |
| Avanos     | Özkonak     |
| Avanos     | Sarılar     |
| Avanos     | Topaklı     |
| Derinkuyu  | Derinkuyu   |
| Derinkuyu  | Suvermez    |
| Derinkuyu  | Yazıhüyük   |
| Gülşehir   | Abuuşağı    |
| Gülşehir   | Gülşehir    |
| Gülşehir   | Gümüşkent   |
| Gülşehir   | Karacaşar   |
| Gülşehir   | Ovaören     |
| Gülşehir   | Tuzköy      |
| Hacıbektaş | Hacıbektaş  |
| Hacıbektaş | Karaburna   |
| Hacıbektaş | Kızılağıl   |
| Kozaklı    | Kalecik     |
| Kozaklı    | Kanlıca     |
| Kozaklı    | Karahasanlı |
| Kozaklı    | Karasenir   |
| Kozaklı    | Kozaklı     |
| Nevşehir   | Çat         |
| Nevşehir   | Göre        |
| Nevşehir   | Göreme      |
| Nevşehir   | Kavak       |
| Nevşehir   | Kaymaklı    |
| Nevşehir   | Narköy      |
| Nevşehir   | Nevşehir    |
| Nevşehir   | Sulusaray   |
| Nevşehir   | Üçhisar     |
| Ürgüp      | Aksalur     |
| Ürgüp      | Başdere     |
| Ürgüp      | Mustafapaşa |
| Ürgüp      | Ortahisar   |
| Ürgüp      | Ürgüp       |